# 1872 a vasúti közlekedésben
Ez a szócikk a 1872-ben történt vasúti eseményeket mutatja be.

## Események Magyarországon
- augusztus 9. – Megnyílt a vasút Veszprém és Székesfehérvár között.
- szeptember 1. – Megnyílt a Szombathely–Körmend–Szentgotthárd vasútvonal.
- október 8. – Megnyílt a Celldömölk–Veszprém vasútvonal.